# Medalla Dag Hammarskjöld
La medalla Dag Hammarskjöld és un reconeixement pòstum lliurat per les Nacions Unides (ONU) al seu personal militar, policia o civils que perden les seves vides mentre treballen en operacions de manteniment de la pau de les Nacions Unides. La medalla porta el nom de Dag Hammarskjöld, el segon Secretari General de les Nacions Unides, que va morir en un accident d'avió en el que ara és Zàmbia al setembre de 1961.

## Creació de medalla
El 22 de juliol de 1997, durant la seva 3802a sessió, el Consell de Seguretat de les Nacions Unides va aprovar per unanimitat la Resolució 1121 del Consell de Seguretat de les Nacions Unides, en la qual va establir la Medalla Dag Hammarskjöld. En la resolució, el Consell de Seguretat també va demanar que el secretari general de l'ONU estableixi criteris i procediments per a l'adjudicació de la medalla. Les primeres medalles van ser concedides a l'octubre de 1998.

## Criteris
L'1 de desembre de 2000, Kofi Annan, secretari general de l'ONU, va publicar reglaments per a l'adjudicació de la medalla. El lliurament es concedeix a qualsevol personal militar, policia o civils que perdin les seves vides mentre treballen en una operació de manteniment de la pau de les Nacions Unides, sempre que la mort no es derivés de faltes o actes delictius. Els criteris van entrar en vigor l'1 de gener de 2001 i la medalla es pot donar a les persones que foren classificar abans o després d'aquesta data. Les medalles físiques s'entreguen als familiars del destinatari mort.

## Medalla
La medalla té forma d'ou i està feta de vidre lliure de plom, gravat amb el nom i la data de la mort del destinatari, el logotip de les Nacions Unides i la inscripció "La medalla Dag Hammarskjöld". Al servei de la pau", en anglès i francès.

## Destinataris
El 6 d'octubre de 1998, les primeres tres medalles Dag Hammarskjöld van ser concedides al mateix Hammarskjöld, René de Labarrière (assassinat per una mina terrestre a Palestina al juliol de 1948), i Folke Bernadotte (assassinat a Jerusalem pels jueus extremistes al setembre de 1948). A partir de 2001, la l'ONU va començar a concedir desenes de medalles cada mes als pacificadors de les Nacions Unides que havien estat assassinats entre 1948 i 2001. Des de 2001, hi ha hagut una cerimònia de medalla anual per a aquells que van morir en operacions de manteniment de la pau de l'ONU l'any anterior. La cerimònia se celebra el 29 de maig, que és el Dia Internacional del Personal de Pau de les Nacions Unides.
El 2009, es va concedir la medalla a cada un dels 132 pacificadors de l'ONU que van morir el 2008.